# Tafalisca crypsiphonus
Tafalisca crypsiphonus är en insektsart som först beskrevs av Henri Saussure 1878.  Tafalisca crypsiphonus ingår i släktet Tafalisca och familjen syrsor. Inga underarter finns listade i Catalogue of Life.